# Oxysternon conspicillatum
Oxysternon conspicillatum (лат.) — вид жесткокрылых насекомых семейства пластинчатоусых, подсемейства скарабеин.
Широко распространён и обычен как в вечнозелёных, так и в лиственных лесах Центральной Америки и северной части Южной Америки и обычно обитает в низменных, сухих тропических и бамбуковых лесах. Личинки питаются грибами, разлагающимися органическими веществами и другими органическими материалами, найденными в навозных шариках или падали. 
И самцы, и самки жуков имеют твёрдый панцирь переливающегося сине-зелёного цвета. Вид проявляет некоторый половой диморфизм; у самцов большие чёрные рога на голове и шипы на груди. Самцы также обычно крупнее самок.
Oxysternon conspicillatum изучался как потенциальный источник антимикробных агентов с возможным использованием антимикробных пептидов при разработке новых антибиотиков.